# Filsum
Filsum is een gemeente in het Landkreis Leer in de Duitse deelstaat Nedersaksen. De gemeente telt 2.182 inwoners. Tevens is het de hoofdplaats van de Samtgemeinde Jümme. Filsum ligt in de regio Oost-Friesland.

## Geografie en verkeer
Filsum ligt op ongeveer 30 kilometer verwijderd van de grens met Nederland en ligt op circa 50 kilometer afstand van de Noordzeekust. De rivier de Jümme stroomt door de gemeente. Filsum heeft een directe aansluiting op zowel de Bundesstraße 72 als ook met de A 28 (afrit 3).
Filsum is niet per trein bereikbaar. Er rijdt een bus tussen Station Augustfehn en Leer v.v, die op werkdagen 's morgens vroeg twee ritten, en in de middag- en vroege avonduren ongeveer 6 ritten uitvoert. Op zaterdag rijdt deze lijn als belbus, en 's zondags in het geheel niet. Deze bus doet binnen de Samtgemeinde Jümme de dorpen Nortmoor, Filsum en Detern aan.

### Buurgemeenten
Filsum grenst aan Uplengen, Detern, Nortmoor, Holtland, Hesel en Schwerinsdorf.

## Bestuurlijke indeling
Filsum is de hoofdplaats en bestuurszetel van de Samtgemeinde Jümme, waartoe verder Detern en Nortmoor behoren.
Filsum bestaat naast het gelijknamige dorp uit: Ammersum, Brückenfehn, Busboomsfehn, Lammertsfehn en Stallbrügerfeld.

## Geschiedenis
Filsum en Ammersum zijn in de middeleeuwen als kleine esdorpen ontstaan.
De andere dorpen in de gemeente ontstonden op instigatie van de regering van het Koninkrijk Pruisen in de 18e eeuw als vroege veenkolonies. Dit waren geen rijen boerderijen langs een kanaal, zoals na circa 1850 gebruikelijk was, maar min of meer kris-kras in het veen gebouwde verspreide boerderijtjes.  In de 18e eeuw was turfwinning nog niet algemeen en ontgon men het veen nog, door het af te branden. Een boer kreeg een stuk veen ter beschikking, groef er slootjes omheen en tussendoor, zodat het water uit de bovenste veenlaag wegliep, en als de bovenlaag na in de winter ook nog eens drooggevroren te zijn geweest, voldoende uitgedroogd was, werd het veen in brand gestoken. Op de vruchtbare as werd boekweit ingezaaid, dat snel oogstrijp is. In de praktijk bleek de zanderige bodem al na enkele jaren uitgeput en voor verdere landbouw ongeschikt (de kunstmest was nog niet uitgevonden). De vroege veenkoloniën kenden dus grote armoede.

### Gemeentelijke herindeling
Als gevolg van de herindelingsgolf die in de jaren '70 van de 20e eeuw werd doorgevoerd in geheel Duitsland, werden de gemeenten Ammersum (met Brückenfehn), Filsum (met Busboomsfehn en Stallbrüggerfeld) en Lammertsfehn tot de nieuwe gemeente Filsum samengevoegd.

### Demografie
De gemeente kon in 2000 de 2000e inwoner begroeten. Door ontwikkeling van nieuwe woongebieden stijgt het inwonertal van de gemeente.

## Afbeeldingen

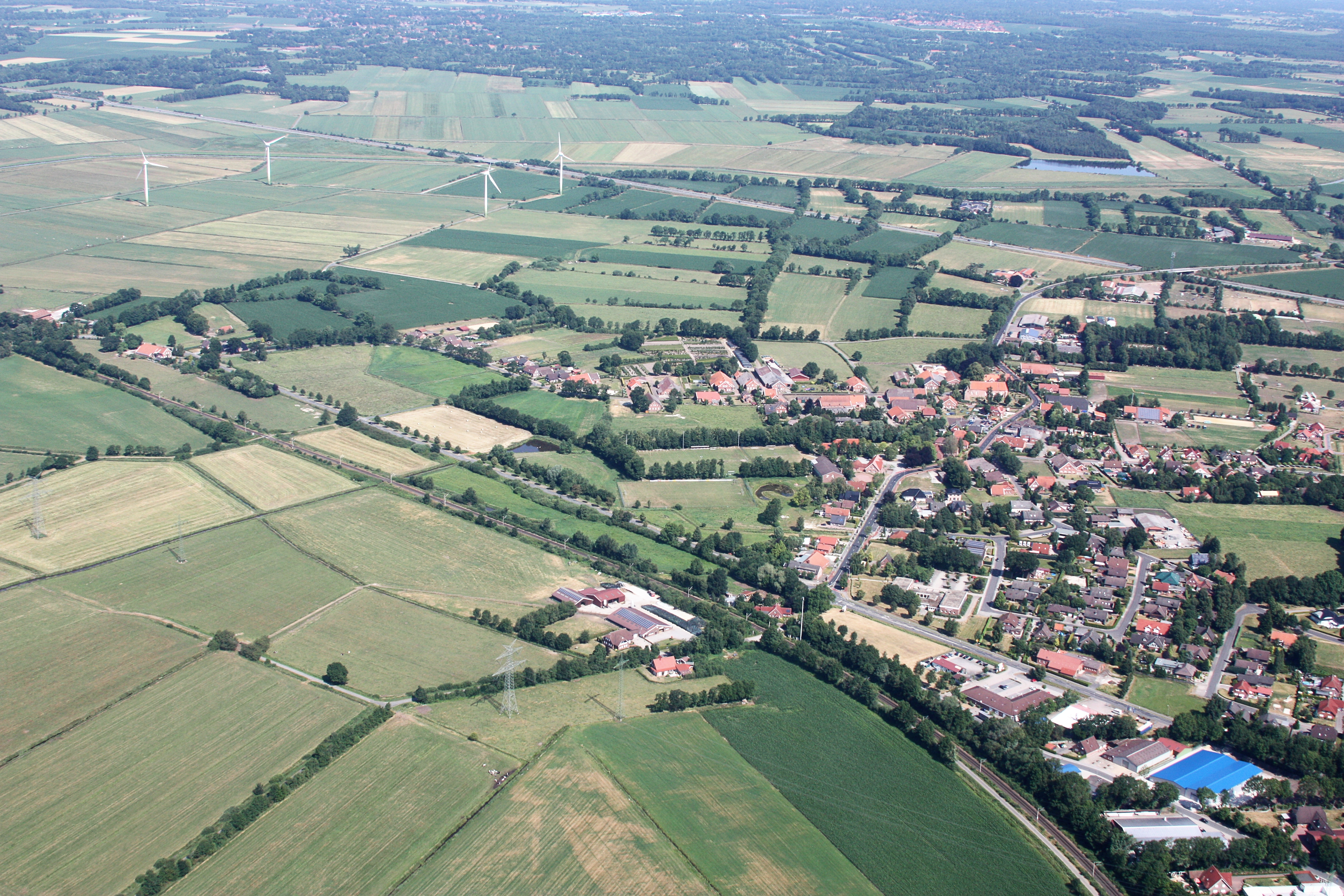
Luchtfoto uit 2010 van Filsum
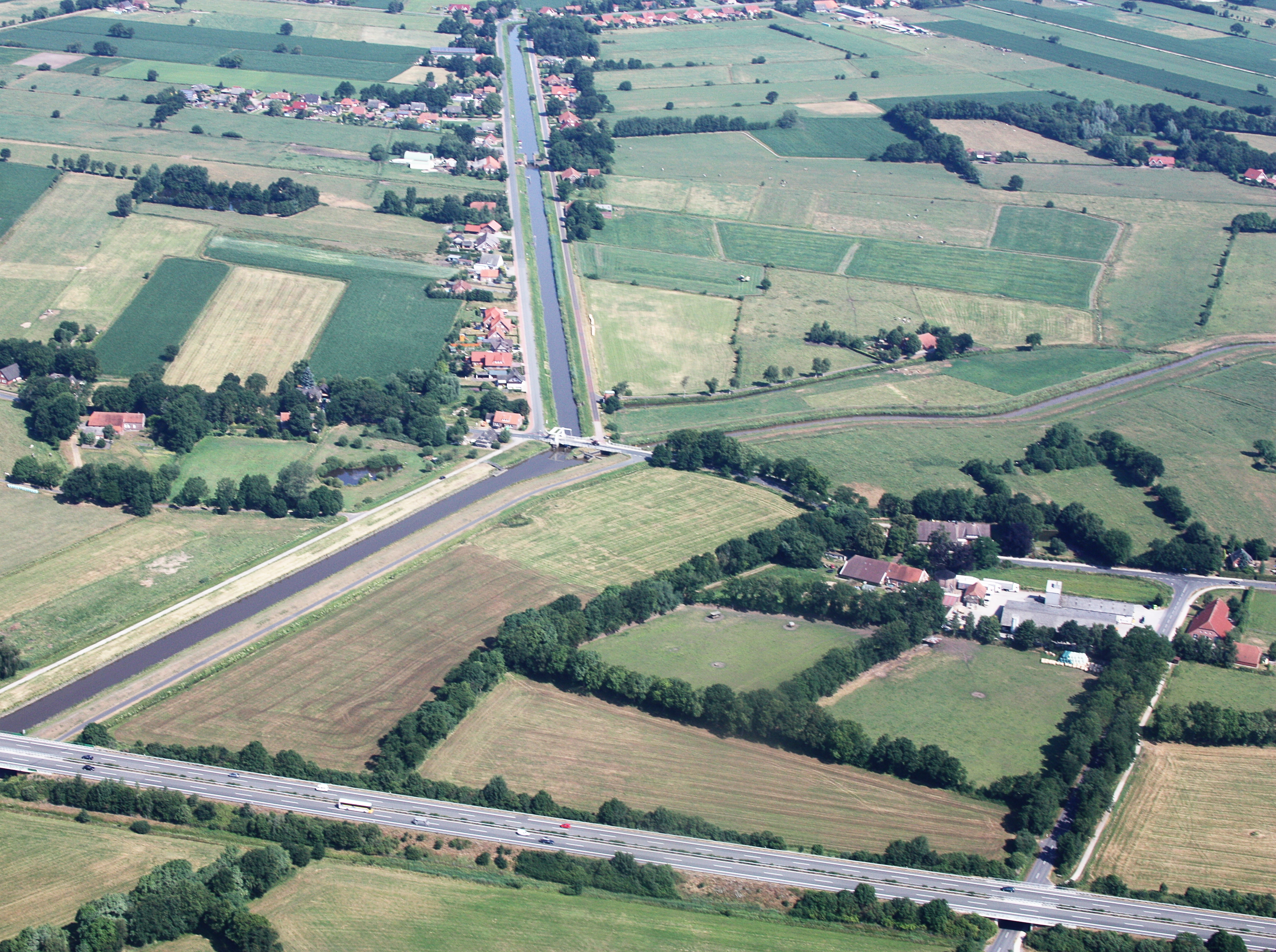
Brückenfehn  aan het Nordgeorgsfehnkanaal
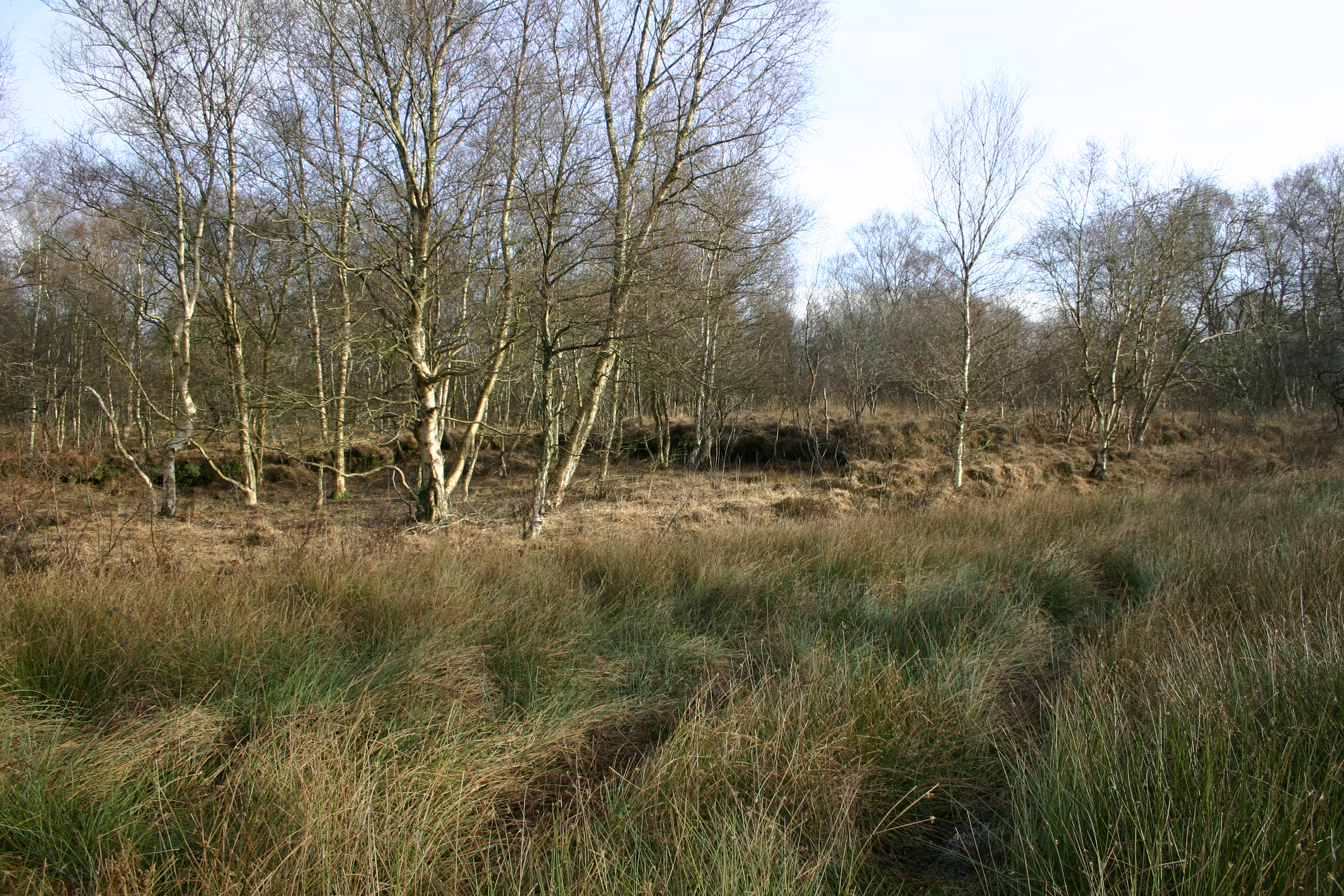
Veengebied Filsumer Moor

## Partnergemeente
De gemeente heeft een jumelage met de gemeente Tarnow in Mecklenburg-Voor-Pommeren.

## Bekende personen uit Filsum
- Tamme Hanken (1960–2016), paardenfluisteraar en televisiepersoonlijkheid

- Gemeinsame Normdatei: 4486836-4
- Virtual International Authority File: 249386963

Hoofdstad: Leer
Overige eenheidsgemeenten: Borkum · Bunde · Jemgum (Jemmingen) · Moormerland · Ostrhauderfehn · Rhauderfehn · Uplengen · Weener · Westoverledingen
Samtgemeinden: Samtgemeinde Hesel · Samtgemeinde Jümme
Gemeenten: Brinkum · Detern · Filsum (hoofdplaats Samtgemeinde Jümme) · Firrel · Hesel (hoofdplaats Samtgemeinde Hesel) · Holtland · Neukamperfehn · Nortmoor · Schwerinsdorf
Gemeentevrij gebied: Lütje Hörn (onbewoond eiland, 0,31 km²)